# РТР-Беларусь
«РТР-Беларусь» (официальное название телеканала — «Россия-Беларусь») — белорусский телеканал, является собственностью телекомпании «СТВ». Начал вещание 1 июля 2008 года (датой начала вещания в некоторых источниках называют день появления первых собственных программ телеканала—5 сентября 2005 года), заменив собой телеканал «Россия». «РТР-Беларусь» был основан на базе телеканала «Россия РТР» по лицензии ВГТРК.

## История

### Телеканал «Россия-Беларусь»
Исторически ВГТРК не оплачивала вещание телеканала РТР на Беларусь. Вследствие этого, с 1999 года на белорусских частотах РТР начала появляться местная реклама, замещавшая российскую, а также было сокращено время вещания: телеканал стал вещать с 8:00 до 1:00 по будням и с 6:00—7:00 до 0:00—2:00 по выходным, тем самым, начиная работу позже и заканчивая раньше оригинальной российской версии. Кроме того, в сетке вещания телеканала появился дневной перерыв (постоянного расписания у него не было, в 2003 году эфир телеканала днём обрывался на 7,5 часов, с 10:30 до 18:00 по минскому времени). Во время перерыва на фоне УЭИТ могла идти звуковая дорожка с телеканала «Россия». Вещателем телеканала являлась Белтелерадиокомпания.
В августе 2000 года «Видео Интернешнл Минск» заключил договор о реализации рекламных возможностей телеканала РТР в Беларуси.
С 1 января 2004 года вещателем телеканала в Беларуси стало ЗАО «Столичное телевидение». С июня 2004 года в эфире начал появляться контент телеканала СТВ, заменяющий некоторый контент телеканала «Россия», так как ВГТРК не смогла выкупить права на показ чемпионата Европы по футболу на территории Республики Беларусь (все права на показ УЕФА Евро-2004 принадлежали Белтелерадиокомпании). Дневные перерывы в вещании прекратились только к 2005—2006 годам.

### Телеканал «РТР-Беларусь»
5 сентября 2005 года вместо телеканала «Россия» в Беларуси стал вещать телеканал «РТР-Беларусь», контент которого состоит из программ российского международного телеканала «Россия РТР». Программная сетка телеканала формируется согласно правовым договорённостям с российской стороной.
Семь раз в день по будням выходит программа «Беларусь. Новости»: в 06:00, 09:00, 11:30, 14:30, 17:30, 21:00 и 23:00 (по субботам: в 11:30 и 21:00) (ранее четыре раза в день по будням выходил блок белорусских новостей: в 13:50, 16:50, 19:50 и 23:00, тексты к сюжетам зачитывал закадровый голос). С 2019 года по будням с 6:00 до 10:00 на телеканале выходит программа «Новое утро», заменившая собой программу «Утро. Студия хорошего настроения», ранее выходившую в это же время на телеканале СТВ (до 2018 года в это время выходила программа «Утро России»). По субботам выходит прогноз погоды на неделю в Беларуси в программе «Плюс-минус». С 2023 года по воскресеньям в 21:00 в эфир телеканала выходит итоговая информационно-аналитическая программа «Акценты» (ведущий — Владислав Бондарь, ранее — Виталий Иванов, Мария Тройнич).
После отмены разницы во времени между Минском и Москвой выпуски программы «Вести» записываются с телеканалов «Россия-1» (МСК +4) либо «РТР-Планета Азия» (МСК +3): программа «Вести в 9:00» транслируется как 11-часовой выпуск, «Вести в 11:00» — как 14-часовой, «Вести в 14:00» — как 17-часовой. «Вести в 20:00» идут в записи от 16:00 по московскому времени с каналов «Россия-1» (МСК +4) либо «РТР-Планета Азия» (МСК +3). Трансляции парада Победы и других важных мероприятий ведётся напрямую с канала «Россия 1 HD».
После перехода каналов ВГТРК в формат вещания 16:9 с 16 января 2017 года «РТР-Беларусь» вещал аналогично ОНТ до перехода в 16:9: во время местных программ — в 4:3, во время ретрансляции «РТР-Планета» — в формате «активная картинка». С 30 января 2017 года телеканал полностью перешёл на широкоформатное вещание. С 4 ноября 2018 года начал вещание в формате HD.